# Känslans intelligens
Känslans intelligens (originaltitel Emotional Intelligence) är en populärvetenskaplig bok skriven av Daniel Goleman, doktor i psykologi och journalist, år 1995. Den utkom i svensk översättning 1997.
Boken sammanställer neuropsykologins och den traditionella psykologins syn på känslorna och deras betydelse. Boken kan också användas som en vägvisare för att förbättra sin emotionella intelligens och hur den emotionella intelligensen kan användas i olika sammanhang i livet.